# بوبوتسی
بوبوتسی (به بلغاری: Bobevtsi) یک منطقهٔ مسکونی در بلغارستان است که در شهرستان گابروو واقع شده‌است.